# Habenaria aricaensis
Habenaria aricaensis är en orkidéart som beskrevs av Frederico Carlos Hoehne. Habenaria aricaensis ingår i släktet Habenaria och familjen orkidéer. Inga underarter finns listade i Catalogue of Life.